# Aleksei Kokorekin
Aleksei Alekséievitx Kokorekin (rus: Алексей Алексеевич Кокорекин) (Yeghegnik, 17 (30) de març de 1906 - Moscou, 29 de desembre de 1959) va ser un cartellista rus, reconegut com a Artista emèrit de la RSFSR (1956) i condecorat amb dos premis Stalin (1946 i 1949).

## Trajectòria
Kokorekin va néixer el 30 de març (17 de març, en el calendari julià) de 1906 a la ciutat armènia de Yeghegnik (ara Sarıkamış, a Turquia). Entre 1927 i 1929 va estudiar al Kuban Art and Pedagogical College i, des de 1929, a Moscou. Va crear pintures temàtiques, il·lustracions i paisatges però va ser conegut principalment com a cartellista. En els seus cartells polítics va encarnar personatges valents i de forta voluntat del poble soviètic, recorrent a imatges a gran escala i esquemes de colors pictòrics, alguns d'ells com a gràfics de cavallet.
Entre 1941 i 1943 va ser artista de l'editorial militar del Principal Directori Polític de l'Exèrcit Soviètic i la Marina Soviètica, i des de 1943 de l'Estudi d'artistes militars Mitrofan B. Grekov. Als anys 1940 va participar en el llançament de la sèrie de cartells de crida a la defensa del país coneguda com a finestres TASS i a la segona meitat dels anys 1950 va treballar al taller Agitplakat. També va treballar a les revistes de Moscou Creixement, Canvi,Espurna, pels editors Detgiz i Guàrdia jove. Així mateix, també va il·lustrar els llibres Guerra i pau de Lev Tolstoi (1945), Clear spring d'Ievgueni Popovkin (1948), Primeres alegries i Un estiu inusual de Konstantín Fedin (ambdós de 1949), entre d'altres.

### Malaltia i mort
El 23 de desembre de 1959 va tornar d'un viatge de dues setmanes a l'Índia. Segons la història de la seva filla Valeria, Kokorekin va ser recollit a l'aeroport de Vnúkovo per la seva dona, la filla del seu primer matrimoni i un conegut que conduia un cotxe. L'artista no es va queixar de la seva salut i des de l'aeroport van anar tots cap a casa. Ja al vespre, es va començar a sentir malament, la seva temperatura corporal va augmentar, va començar a tossir severament i tot el seu cos va patir un dolor agut. L'endemà, l'artista va visitar la clínica, on el terapeuta li va diagnosticar la grip. Les símptomes van continuar empitjorant, amb febre i erupcions a tot el cos. El 27 de desembre va ingressar a l'Hospital Botkin, on se'l va assignar a una sala general amb pacients malalts de grip. El 29 de desembre va començar a patir agonia i, aviat, en presència de familiars convocats amb urgència, va morir. Després de l'autòpsia, el cos va ser incinerat al crematori del Don amb extremes precaucions (però no per la verola, que mai es va reconèixer, sinó perquè durant l'autòpsia se sospitava d'una variant tòxica de pesta; el diagnòstic correcte es va aclarir molt més tard durant l'estudi d'altres infectats).
Va ser enterrat al columbari del cementiri de Novodévitxi. En total, durant aquell brot de verola no reconeguda a Moscou, 19 persones es van infectar per Kokorekin (7 familiars, 9 membres del personal i 3 pacients de l'hospital on va ser ingressat). Altres 23 persones es van infectar, i tres més per aquests últims. Tres de les 46 persones infectades van morir.
A partir dels esdeveniments descrits, Aleksandr Miltxakov va crear l'any 1961 la història «В город пришла беда» ("El problema arribà a la ciutat"), que va servir com a guió per a la pel·lícula homònima de 1966 dirigida per Mark Orlov.

## Cartells

Disseny de la bandera de la RSFS Rússia, proposat per Kokorekin (1948)

- 1933 - 1 de maig. Estem amb vosaltres, companys!
- 1934 - Estigueu preparats per al treball i la defensa!
- 1937 - Formació propera, amb camarades a prop...
- 1937 - Visca l'invencible Exèrcit Roig!
- 1938 - Bon any nou! 1 de gener de 1939
- 1941 - Mort a l'insecte feixista!
- 1941 - Llum a la finestra - ajuda l'enemic
- 1942 - Per la Pàtria!
- 1942 - Tot per la victòria! Al front de les dones de l'URSS
- 1943 - Aquest informe de primera línia també conté el meu treball de combat!
- 1943 - Quan una pistola perforadora s'interposa en el camí, un tanc feixista no pot passar
- 1944 - Al guerrer victoriós - amor a tot el país!
- 1944 - Així serà amb la bèstia feixista
- 1945 - La bandera soviètica, la bandera del poble...
- 1945 - Glòria a la Pàtria victoriosa!
- 1946 - Cuidem el nostre país natal![7]
- 1947 - 30 anys d'octubre (tríptic)
- 1949 - Estem donant per sobre del pla, companys llenyataires!
- 1949 - Electricitat i ràdio per al poble de granja col·lectiva![8]
- 1954 - Classe superior del futbol soviètic!
- 1955 - Nous milions de quilowatts per a la Pàtria!
- 1955 - A noves victòries en el treball i l'esport!
- 1957 - Glòria al treball lliure!

## Premis
Alguns dels guardons més importants que va rebre són:
- Premi Stalin, segon grau (1946) - per a una sèrie de cartells militars (ex aequo)
- Premi Stalin, tercer grau (1949) - per a una sèrie de cartells polítics (ex aequo)
- Artista emèrit de la RSFSR (1956)